# 保定陸軍軍官學校
陸軍軍官學校（1912年6月—1923年8月），隸屬於中華民國陸軍部軍學司，因位處直隶省保定城东郊，又稱保定军校，是在大清陸軍軍官學堂的基礎上建立的，共辦九期，畢業生有6,300餘人，占地3,000余亩，首任校長為趙理泰。
1902年，袁世凯引进日本和德国先进军事科技和教育体制，創建北洋陆军行营将弁学堂，隶北洋军政司教练处，1903年擴建為北洋陆军速成武备学堂。1906年8月，兵部改為陸軍部，学堂奉陆军部令更名通國陆军速成学堂，同時開辦陸軍軍官學堂，並從全國招生。1909年9月，通国速成学堂根据陆军部令停止办学并入军官学堂。1911年7月，军官学堂奉军谘处令更名为陆军预备大学堂。若從北洋行营将弁学堂算起，保定各军事学堂共培养、訓練了11000余名軍官。而保定軍校的畢業生中，取得少將以上頭銜的將軍達1800余人。

## 校區歷史

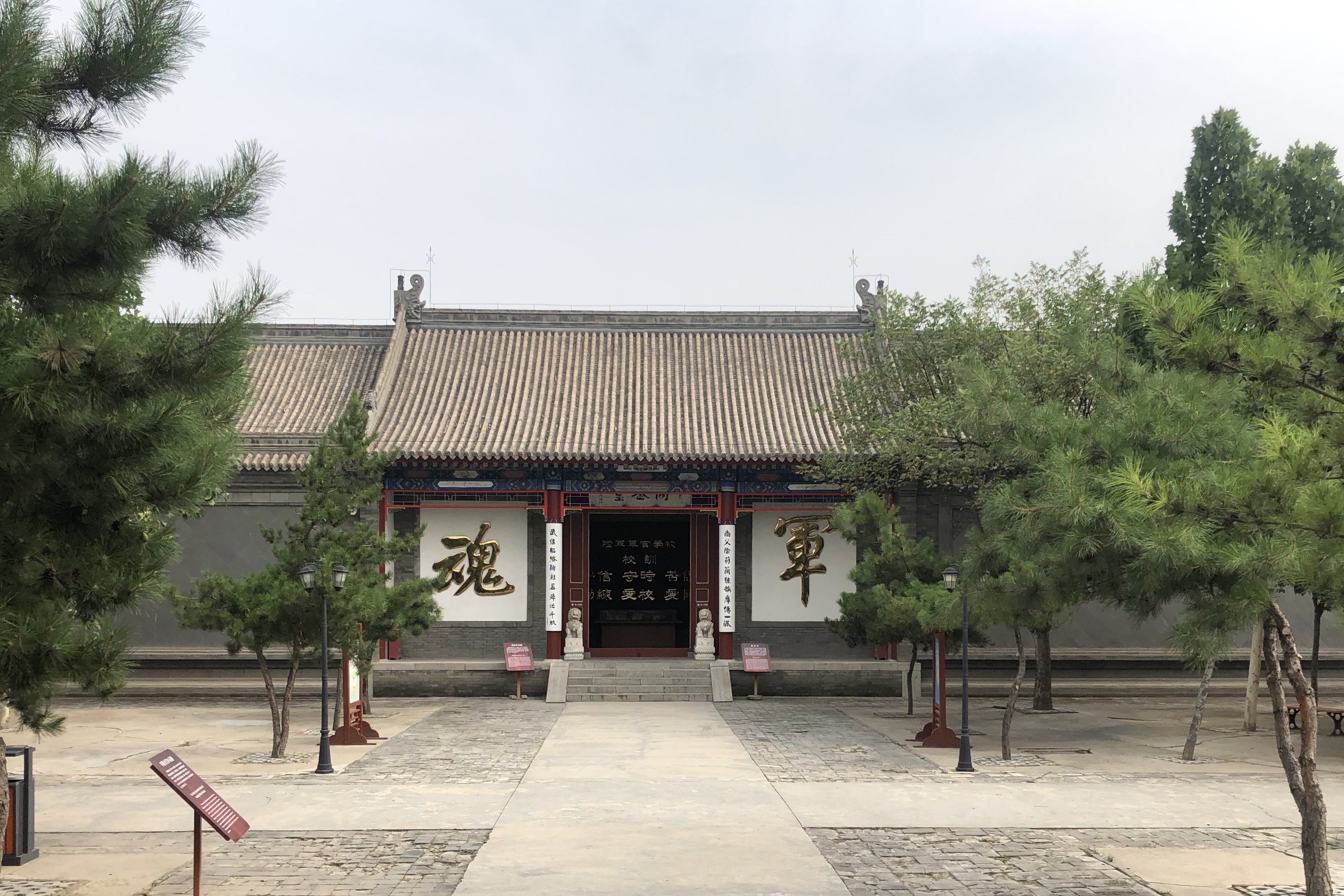
1993年在保定陆军军官学校遗址上复建了保定军校博物馆，现为中华人民共和国AA级景区，免费对外展览

- 1901年11月 李鴻章病逝，袁世凱到保定接任直隸總督兼北洋大臣。舉辦小站練兵教學，但是根據《辛丑條約》不准駐扎天津附近，於是亦移至保定。
- 1902年5月 於保定開辦“北洋行營將弁學堂”，雷震春任总办。
- 1903年2月 袁世凱奏請開辦陸軍小學堂、中學堂、大學堂，進行正規軍事教育訓練。之後於保定建成「北洋陸軍速成武備學堂」，即為保定軍校前身。每省设一所陆军小学堂，学制三年。全国设四所陆军中学堂，学制两年。保定设陆军入伍生总队，分为步、马、炮、工、辎重各队，学制4个月。保定设陆军兵官学堂，学制一年六个月，入原队半年为“学习官”。毕业后入个部队为排长。在部队任职2年以上择优入陆军大学堂，学制两年。
- 1906年 於保定校址分別開辦：陸軍速成學堂（定额八百，学制2年加6个月实习）、陸軍軍官學堂（1910年7月更名为陸軍預備大學堂）。
- 1912年 袁世凱任中華民國總統後，把陸軍預備大學堂搬至北京，並更名為陸軍大學。10月，於保定东郊3里地的陸軍預備大學堂与陸軍速成學堂原址创辦陸軍軍官學校。
- 1920年暑假 駐扎在軍校的軍人因未得薪餉發生譁變，搶劫軍校，之後校舍被放火燒毀。
- 1923年8月 保定軍校停辦
- 1993年7月，军校旧址成为河北省文物保护单位。
- 1995年，军校旧址上建起了保定军校纪念馆。
- 2006年，入选第六批全国重点文物保护单位[1]。

## 學制設計
保定軍校的設立規劃，始於清朝時期為訓練新軍，而在1904年制定公布的陸軍學堂辦法。在該辦法中，將正規軍事教育設定為四階段：小學堂、中學堂、兵官學堂、大學堂。保定軍校定位為清朝未開辦的兵官學堂，作為正規初級軍官培訓所用。
保定軍校學制章程參照日本陸軍士官學校，教育課程2年，自預備學校升學至保定軍校前須進行半年的入伍訓練。學校設有步兵、骑兵、炮兵、工程兵、輜重兵五種兵種科系。軍校教官則多在日本陸軍士官學校留學學成歸國之畢業生擔任，留日資歷的校長亦不在少數。
到中華民國北洋政府時代，軍校辦理方針作出調整，自四級制縮減為三級制。陸軍中學堂改名為陸軍預備學校，小學堂停招，在現有學生畢業後關閉，形成預備學校、陸軍軍官學校、陸軍大學等三級制。
保定軍校的學生來源，在前七期僅招收陸軍預備學校（清制之陸軍中學堂）之畢業生，至第八期始擴大招考。而承襲清制的陸軍中學堂則是僅招收各省開設的陸軍小學堂畢業生，理論上在入學前已經接受5年的軍事專業教育（陸小3年、陸中2年），在未擴大招生之前的保定軍校畢業生是具備7年以上的軍事專業教育，整體素質上較為整齊。

## 历任校长
- 赵理泰（1912年10月－12月15日）
- 蒋方震（1912年12月15日－1913年9月）
- 曲同丰（1913年9月－1915年9月）
- 王汝贤（1915年9月－1916年6月）
- 杨祖德（1916年8月－1919年2月）
- 贾德耀（1919年3月－1921年5月）
- 张鸿绪（1921年6月－1922年9月）
- 孙树林（1922年10月－1923年8月）

## 歷屆學生
由於保定校區內曾有多間軍事教育機構成立，因此許多在該處接受教育的軍人會自稱在保定接受教育，但此為廣義概稱，與狹義之保定軍官學校畢業生有所區分。

### 北洋陆军行营將弁學堂
光绪二十八年（1902）6月，军咨处招考一批年轻体壮的秀才、童生等，并选派一些满族子弟，在直隶省滦县开平镇开办將弁學堂。将弁学堂学制为一年。该学堂只办了一期，即改为武备学堂。
袁世凯率先在保定西关（约小集街一带）开办了北洋行营将弁学堂，隶北洋军政司教练处。冯国璋为学堂监督，雷震春为学堂总办。学堂总教习为日本陆军步兵少佐多贺宗之、副总教习为日本陆军工兵大尉井上一雄。
按《北洋行营将弁学堂章程》规定：每期总设员额为一百二十名。内有将领二十名，哨官长四十名，弁兵六十名。主要安排旧军队（主要是淮军）中的统兵将官和侍卫入堂接受军事培训。另外，还召示山东、山西、河南等省选送一批陆军官弁来堂深造。因此，该堂又称为“各省将弁学堂”。学堂以八个月为一期。至1904年（光绪三十年）秋停办，共办四期，毕业学生计545人，但成名人物不多：
第一期：赵俊清、王恩贵、韩国饶、田作霖、米材栋、徐鸿宾、石振声、萧广传、李玉麟、宋玉峰、陈文运、何元春、李炳之、姚济仓、陶云鹤、魏宗翰、张敬尧、张联棻、吴新田、靳云鹗、吴光新、陈调元、吴鸿昌、吴恒赞、马毓宝、崔承炽、黄治绅、胡叔麒、师景云、王维城、熊炳琦等。
第二期：方本仁、孙  岳、王都庆、吴中英、张培勋、夏文荣、徐振坤、李济臣、何遂、吴德振、胡龙  骧、刘廷森、杜  持、姚任之、毕化东、刘文翰、李凤楼、沈寿常、徐世光等。
第三期：白崇禧 、张  文、钟体道、刘  麒、齐燮元、张  性、赵学涛、李济深、郝国玺、张国元、何恩溥、杜经田、袁绩熙、刘玉珂、张  基、王贵德、王纯如、黄家濂、王树林、李  钺、马葆琛、高士傧、阮肇昌等

### 北洋陸軍速成武備學堂
北洋陸軍速成武備學堂1903年开设。冯国璋为督办，冯祖培为监督，聘日本陆军步兵少佐多贺宗之及咸瑶圃、李泽均为总教习。第一学年习普通学科，第二学年分各种兵科学习。招生办法，与参谋速成学堂同。光绪二十九（1903）年八月在保定公开招考，录取220余人；另由北京八旗选送30人、练官营内选成绩较好的50人、常备军内选士兵100人，一同入学，分为一、二、三、四队。1913年九月间开学。第一队皆常备军士兵，名官长班，专习军事学术，一年毕业。第四队选拔年少或志愿学习外国文字的100人，名洋文班，依各人志愿分别学习日、德两国文字，3年毕业。在保定东郊建筑新学舍，将弁学堂合住于内，亦归冯国璋管理，原将弁学堂总办鄢玉春调任天津督练公所总办。光绪三十年（1904年）八月招考第二期学生230人，其中八旗选送三、四十人，另有前清举人齐振林等10余人也来报考皆准予免试入学。第二期学生分为五、六、七队。第七队为洋文班，与第一期的第四队同。督办冯国璋具情呈请袁世凯批准后，又录取自费生120人，另为一队(每月缴伙食费3元，一年后改官费)。1904年终由二、三两队挑选100人为师范班，预备派往各省陆军学堂作为师资之用，定为一年毕业。光绪三十一年（1905年）八月招考第三期学生200人，八旗选送20人，分为两队。光绪三十二年（1906年）北洋练兵处裁撤，军事统隶于陆军部，冯国璋调任北京贵胄学堂总办，段祺瑞继任北洋速成武备学堂督办，郑汝成为总办。光绪三十三年冬第三期毕业。北洋速成武备学堂由光绪二十九年八月起至三十三年底止，历时4年余，共3期，前后毕业学生1426人。
孫傳芳(一期)、李樹春(三期德文班)、齊燮元(炮兵二期)、王承斌(步兵二期)、蔣鴻遇、李炳之、商震(加入同盟會被退學)、阎治堂、张中和、李如璋、程长发、翟殿林、张拱臣、张继善、孙岳、周荫人、冯绍闵、臧式毅、陈嘉谟、王都庆、刘凤图、魏朝彦、刘文明、刘郁芬、宋邦翰等。

### 通国陆军速成武备学堂
陸軍速成學堂由陆军部直属，又称通国陆军速成武备学堂、协和速成武备学堂。1906年筹办。学生来源由北洋各省扩大到全国，计划各年考收学生1400名，主要招收各省毕业的武备学生。各省分配名额如下：京旗80名，直隶、江苏、湖北、四川、广东各60名，其余省份30至40名，南京、杭州、福州、荆州、成都、广州、绥远、热河、察哈尔九地各10名，密云、青州、西三地各8名，宁夏6名。该校于1907年、1909年共招收两期，培训学员1281人。
馬曉軍、劉郁芬、陳樹藩、張群、王柏齡(肄業)、蔣中正(陸軍速成學堂留學生預備班)、杨杰、练秉章、刘世钧、方声涛、刘建藩、黄永社、姚琮、吕公望、童保喧、伍文渊、张钫、黄实、李韫珩、陈能芳、李藻麟、李景林、赵凤楼、梁忠甲、张国威、阮肇昌、王普、刘世珑、党仲昭、胡忠相等

### 陸軍軍官學校

#### 第一期
（1912年8月秋入學1,500名、1914年11月畢業1114名，括弧中數字代表各科人數，來源：張力云-《從北洋武備學堂到保定陸軍軍官學校》）
- 步兵科(565)：萬耀煌、唐生智、李樹春、孫震、李品仙、王天培、楊愛源、孙楚、傅汝鈞、張樾亭、曹士傑、夏首勛、邱林、馮軼裴、门致中
- 騎兵科(189)：鄭大章、龔浩、門炳岳、張鉞、榮鴻臚、王鎮淮、鄭潤成
- 炮兵科(185)：董宋珩、周玳、魏益三、榮臻、李思愬、鄧演存（漢陽兵工廠廠長兼任漢陽兵工專門學校校長）
- 工程兵科(94)：張定璠、李必蕃、王澤民，賴人瑞
- 錙重兵科(81)：張维藩

- 肄業：劉文島、曹浩森、蔣光鼐、季方、田頌堯、王懋功

1914年10月27日，保定军校第一期毕业典礼。段祺瑞亲临保定军校参加，并亲向每名毕业生颁发毕业证书。

#### 第二期
（1914年初入學、1916年5－6月畢業、956名）
- 步兵科（555）：熊式輝、劉峙、秦德純、賴世璜、廖磊、陶峙岳、祝紹周、陳繼承、劉尚志、劉興、陳驥、周斕、朱傳經、王懋功(第一期肄業，重考入學)、鲍文越、甄纪印、侯振先
- 騎兵科（137）：郑大章
- 炮兵科（118）：劉文輝、施北衡、馮鵬翥、劉超常
- 工程兵科（80）：李雲傑、蔡润生
- 肄業：陳銘樞

#### 第三期
(1914年8月入學、1916年8月畢業、801名)
- 步兵科(505)：白崇禧、張治中、徐庭瑤、何鍵、夏威、黃紹竑、賀維珍、陳安寶、蕭山令、戴戟、劉和鼎、毛秉文、於達、姚純、林薰南、李善後、张责夫、鄭仰榕、葉琪、吳希明、朱耀華、吳仲禧
- 騎兵科(90)：盧演崑、周贊樞
- 炮兵科(127)：劉建緒、周碞、陳焯、張義純、徐祖貽、孔慶桂、呂煥炎、蔡忠笏、項致莊、李健侯、吳石、莊宗周、葉其藩、林鼎祺、余作器、吳醒黎、陳趕、許顯時、董源清、林煒、王飛、汪强
- 工程兵科(41)：不明
- 錙重兵科(38)：何振綱、黄裘、王振綱、陳良、李昭徽
- 肄業：周鳳歧

、

#### 第四期
(1915年秋入學、1917年秋畢業、209名)
- 步兵科(209)：胡宗鐸、朱懷冰、尹呈輔、彭進之、汪之斌、程汝懷、 余泽錢、 陶鈞

#### 第五期
(1916年6月入學、1918年9月畢業、630名)
- 步兵科(382)：傅作義、張蔭梧、董英斌、楚溪春、王靖國、劉翼飛、延宗山、張赫炎、王瑞華
- 騎兵科(79)：趙承綬、白濡青
- 炮兵科(91)：吳克仁
- 工程兵科(38)：嚴重、于永泉(于鋆生)、侯連瀛
- 錙重兵科(40)：不明

#### 第六期
保定六期的入学资格规定为第一陆军预备学校第三期毕业生（郝梦龄、刘培绪、高汝桐、李文田、上官云相等）、武昌的第二陆军预备学校第二期毕业生（余汉谋、樊崧甫、黄琪翔、叶挺、刘家琪等）和模范团第二期学兵（赵博生、刘茂恩等）。1917年初入學、1919年春畢業、1,333名。
- 步兵科(875)：顧祝同、上官雲相、郝夢齡、余漢謀、鄧龍光、吳奇偉、韓德勤、歐陽駒、趙博生、黃鎮球、陳海華、繆培南、周渾元、陳公俠、李漢魂、葉肇、阮玄武、韓漢英、朱暉日、周毓英、胡祖玉、呂瑞英、孔繁瀛、譚邃、華振中、李文田、呂競存、段衍、宋士台
- 騎兵科(141)：覃連芳、何柱國、彭毓斌、魏文華
- 炮兵科(148)：彭位仁、郭懺、黃琪翔、邵百昌、朱煥文、方清湘
- 工程兵科(88)：鄧演達、葉挺、樊崧甫、楊宏光、李振球、林廷華、甘芳、卢佐、郝庭桂
- 錙重兵科(81)：信文燦、唐宗堯、程堪、杨正坤、李宗程、李如楓、黄志勋、赵恩煦、胡祖舜、彭德云、成杰、萬耀中、侯尊召、江孝纯、窦桂芳、梁殿枢、金锋、侯谷、范树珍、饶汉杰、侯光龙、郭之缙、周庆桐、卢景鉴、温力正、陈国梁、任为凯、粟福畴、梁宗标、张联辉、刘珩、高岳嵩、尹邦光、徐鸿晋、魏朝纲、 彭济伟、蔡嗣雄、叶裳、沈文诰、刘福德、岑荣宗、金履新、曾澤寰、温定国、李务滋、陈荣宗、杨义、谭时、张伟、梁毓藻、王世康、李扶疏、李揚敬、林振镛、林廷华、黄盛昆、简作桢、马克仑、徐金龙、劉茂恩、李经田、孙毓英、王经邦、李世儒、汤文彦、孙棣生、张家锟、马负龙、蔡春田、段桂明、王清瀚、李铨、贺学礼、董汝梅、范锡庚、董汝桂、杨泽沛、陈宝增、王得来、董玉玢、贾成勋
- 肄業：薛岳（一说未入武昌的第二陆军预备学校第二期，也未入保定六期[3]）
- 外派留學：張軫（原騎兵科）

#### 第七期
(1917年秋入學、1919年秋畢業、191名)
- 步兵科(146)：黃維剛、張新三
- 騎兵科(45)：陳長捷、劉堯宸
- 其他兵科：不明

#### 第八期
(1918年8月入學、1922年7月畢業、638名)
- 步兵科(411)：周至柔、裴昌會、劉膺古、王以哲、劉珍年、胡伯翰、劉春榮、王育瑛、劉奉濱、劉廣濟、韓錫侯、孔令恂、李士林、王景宋、史澤波、古鼎華、郜子舉、傅仲芳、曾德威、陳孔達、杨晓轩 金德洋
- 騎兵科(65)：郗恩綏
- 炮兵科(97)：陳誠、于浚都、羅卓英、宋肯堂、鄒洪、史文桂、郭思演、馬法五、高卓東
- 工程兵科(37)：柳際明、馬鳳崗
- 錙重兵科(28)：不明

#### 第九期
(1919年8月入學、1923年8月畢業、702名)
- 步兵科(423)：何基灃、張克俠、李覺、周福成、邊章五、宋邦榮、夏國璋、施中誠、張壽齡、張文清、牟中珩、劉萬春、賀粹之、黃延禎
- 騎兵科(76)：李宗弼
- 炮兵科(121)：董振堂、郭寄嶠、黎行恕、劉多荃、王晉
- 工程兵科(40)：陳寶倉、林柏森 、桂丰荣
- 錙重兵科(42)：不明
- 肄業：展書堂

## 外部連結
- 中國保定市信息
- 國防大學（页面存档备份，存于）
- 千余名將軍的搖籃：風雲之中的保定軍校 （页面存档备份，存于）